# Stare qui
Stare qui è un singolo del rapper italiano Nayt, pubblicato il 28 dicembre 2017 dalle etichette VNT1 e Jive Records.

## Tracce
Testi di William Mezzanotte, musiche di Davide D'Onofrio, Giorgio Iacobelli.
1. Stare qui – 3:34